# Juan de Ávila

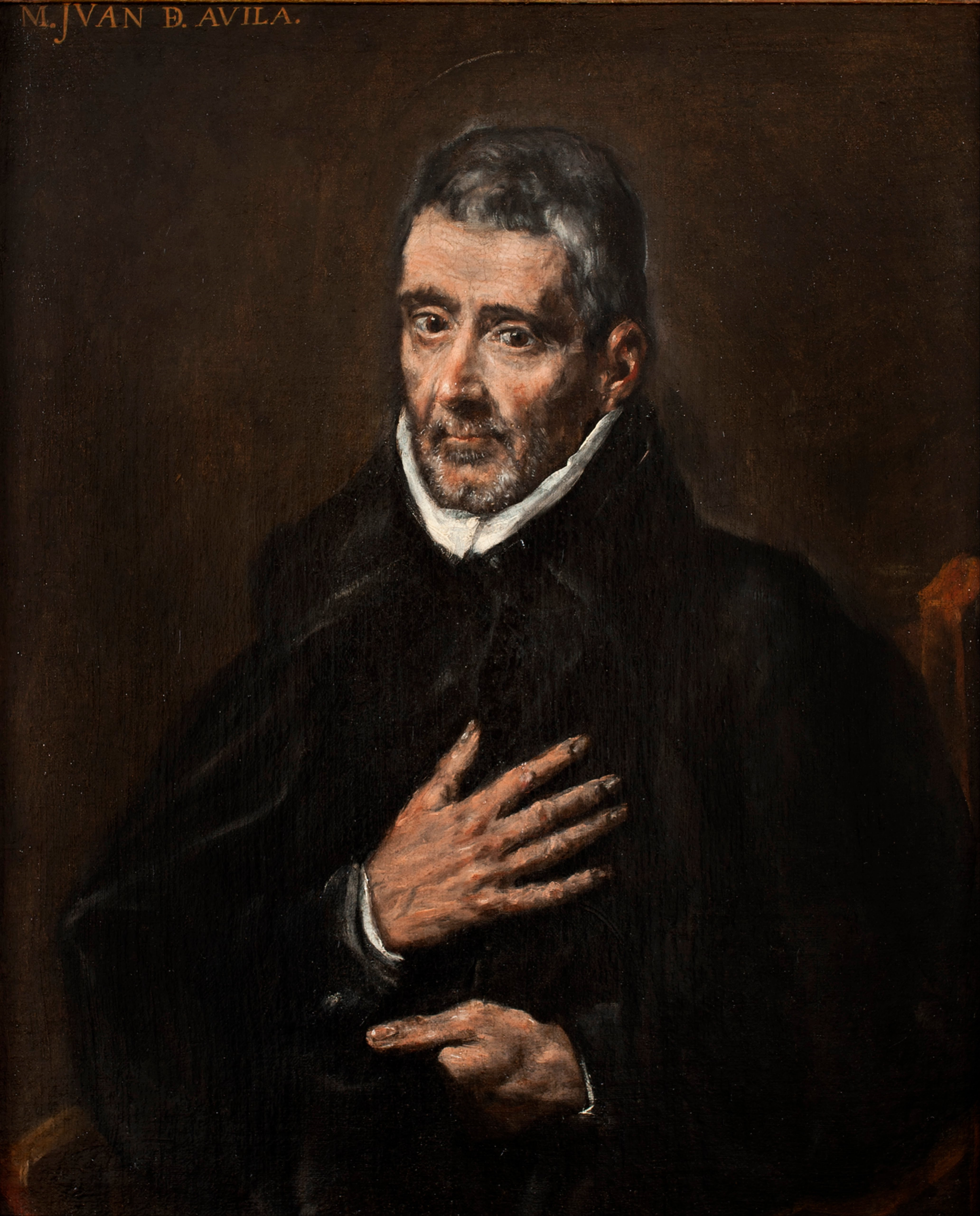
Juan de Ávila

Juan de Ávila (deutsch Johannes von Avila; * 6. Januar 1499 oder 1500 in Almodóvar del Campo; † 10. Mai 1569 in Montilla) war ein spanischer Prediger und Autor mehrerer Schriften, in denen er sich mit der Verehrung des Altarsakramentes, Fragen der Erziehung und mit dem Zölibat befasste. Er wurde 1894 selig- und am 31. Mai 1970 heiliggesprochen, am 7. Oktober 2012 wurde er zum Kirchenlehrer erhoben. Er trägt den Beinamen Apostel von Andalusien.

## Lebensweg
Johannes von Avila wurde als Sohn des wohlhabenden jüdischen Konvertiten Alonso de Ávila und der Catalina Xixón 1499 oder 1500 geboren. Er studierte zunächst Jura; wegen seiner halbjüdischen Abstammung konnte er dieses Studium jedoch nicht vollenden und auch der Beitritt zum Jesuitenorden blieb ihm verwehrt. Daraufhin studierte er Philosophie an der Universität Alcalá. Er erwarb das Bakkalaureat und studierte bis 1526 oder 1527 Theologie. Sein Erbe verteilte er beim Tod seiner Eltern an die Armen. Dies geschah wohl noch vor 1527.
Er lehrte einige Zeit als Professor an der Universität. Als Missionar wollte er in die Neue Welt aufbrechen, doch wurde ihm dies wohl wegen der jüdischen Herkunft seines Vaters verweigert. Alonso Manrique, Generalinquisitor und Erzbischof von Sevilla, wurde auf ihn aufmerksam und machte ihn zum Prediger und Volksmissionar in Andalusien.
In seinen Predigten sprach er auch Missstände in der Kirche an, was ihm 1531 eine Anklage durch die Inquisition einbrachte. 1533 wurde er freigesprochen. Seine während seiner Haft verfasste, 1556 verändert und ohne sein Einverständnis veröffentlichte Schrift Audi, Filia (Höre, Tochter) brachte ihm neuen Ärger ein. Die Schrift, die heute als sein Hauptwerk gilt, stand bis 1574 auf dem Index der verbotenen Bücher. Er beschäftigte sich in dieser Schrift mit Fragen der christlichen Vervollkommnung.
Nach 1533 setzte er seine Arbeit in Andalusien fort. Er gründete 15 Kollegien. Von diesen erlangten elf den Rang von Gymnasien und mindestens aus dreien entwickelten sich Universitäten. Als bedeutendste Gründung des Johannes von Avila gilt die Universität von Baeza. Sein Wirken in Andalusien brachte ihm den Beinamen Apostel von Andalusien ein.
Zusammen mit Erzbischof Gasparo Avalos war er ab 1537 mit der Organisation der wenige Jahre zuvor gegründeten Universität von Granada befasst. Diese Tätigkeit brachte ihm den Titel Maestro ein und er durfte sich ab da Maestro Avila nennen. Sein schlechter Gesundheitszustand verhinderte 1551 die Teilnahme am Konzil von Trient. Er verfasste für das Konzil die Schrift Memoriales al concilio de Trento und war maßgeblich an der Durchsetzung der Trienter Beschlüsse in Spanien beteiligt. Johannes war auch bemüht, durch die Schrift Advertencias para el sinodo de Toledo Einfluss auf den Verlauf der Toleder Synode 1565 zu nehmen. Auch hier war ihm krankheitsbedingt eine Teilnahme nicht möglich.
Johannes von Avila stand in regem Briefverkehr mit bedeutenden Persönlichkeiten seiner Zeit. So pflegte er den brieflichen Austausch mit Teresa von Ávila, Johannes von Gott, Francisco de Borja oder auch mit Ignatius von Loyola, den er seit 1554 kannte. Von seiner Korrespondenz sind gut 250 Briefe erhalten.

## Heiligsprechung und Erhebung zum Kirchenlehrer
Johannes von Avila wurde 1894 von Papst Leo XIII. seliggesprochen. Die Heiligsprechung folgte am 31. Mai 1970 durch Papst Paul VI. Am 2. Juli 1946 erklärte ihn Papst Pius XII. zum „Patron des weltlichen Klerus Spaniens“.
Am 7. Oktober 2012 hat Papst Benedikt XVI. den heiligen Johannes von Avila zum Kirchenlehrer erhoben. Im selben Jahr wurde seine Begräbniskirche als Basilika San Juan de Ávila der Titel einer Basilica minor verliehen.
Sein Gedenktag ist der 10. Mai. Papst Franziskus nahm den Gedenktag am 2. Februar 2021 in den Generalkalender auf.